# 小鱼山 (青岛)
小鱼山是中国山东省青岛市市中心的一座山头公园，园门设在市南区鱼山路和福山路。海拔60米，下方即为汇泉湾的第一海水浴场。山顶览潮阁，为登高观赏青岛建筑及海景的佳处。
2012年，小鱼山文化名人街入选第四届中国历史文化名街名单。名人街主要由福山路、鱼山路、大学路和莱阳路4条街道及其周边小巷构成，面积约65公顷；现有30多处文化名人故居，4处全国重点文物保护单位，2处省级文物保护单位，历史建筑占区内建筑总数的62%。